# NGC 2609
NGC 2609 is een open sterrenhoop in het sterrenbeeld Kiel. Het hemelobject werd op 8 maart 1836 ontdekt door de Britse astronoom John Herschel.

## Synoniemen
- ESO 124-SC17